# M/S Ritan
M/S Ritan færøskːrita = „(ride“) er en passager og fragtfærge på Færøerne, som  flere gange om dagen sejler fra havnen i Hvannasund (Viðoy) over farvandet Fugloyarfjørður til øerne Svínoy og Fugloy. Alle anløbsøerne tilhører Færøernes nordligste øer Norðoyar. Postbåden Másin sejlede fra 1959 til 2010 på ruten. Den blev i 2010 afløst af den nuværende færge. Skibet ejes af Færøernes Landsstyre som driver det rederiet Strandfaraskip Landsins.

## Beskrivelse
Ritan blev i 1971 bygget i den hollandske by Monnickendam. Det 80,80 BRT store skib kan maksimalt have 125 passagerer ombord. Færgen er drevet af to V6-motorer-firetakts-dieselmotorer fremstillet af skibsmotorfabrikken Volvo Penta af typen TAMD 122 A 86 7955, som via to undersætningsgear trækker de to propeller. To Volvo-Penta-dieselgeneratorer af typen D138-N MH (FE) såvel en nødgenerator sørger for strømforsyningen.

## Færgetider
Færgen sejler om sommeren fire gange hver dag og om vinteren tre gange fra Hvannasund. For strækningen Hvannasund til Svínoy behøver færgen en halv time, fra Svínoy til Kirkja på Fugloy et kvarter og fra Kirkja til Hattarvík 10 minutter.

## Turisme
Færgen sejler tæt ved land, og giver dermed passagererne  muligheden for at se det rige fugleliv på klipperne, får der græsser på de stejle fjeldsider og måske en gruppe sæler, som slapper af på klipperne.

## Galleri
- Ritans rute
- Havnen i Kirkja på Fugloy.
- Skibsværftet K. Hakvoort i Monnickendam